# Pieve di Santa Maria Assunta (Fagagna)
La pieve di Santa Maria Assunta è un edificio religioso che si trova a nord-est dell'abitato di Fagagna, in provincia e arcidiocesi di Udine; fa parte della forania del Friuli Collinare.

## Storia
Risalente probabilmente al X secolo, secondo alcuni documenti storici la chiesa era dedicata a Santa Maria Maggiore fin dal 1247. Nel 1251 possedeva una sola navata ed era affrescata sia internamente che esternamente; l'edificio fu poi ampliato nel corso del XVI secolo. Il campanile fu realizzato nello stesso periodo, mentre la sacrestia è di epoca posteriore. La chiesa presenta tre navate ed una facciata a salienti con un rosone traforato centrale.

## Interno
All'interno si trova il fonte battesimale con il bassorilievo del Battesimo di Cristo realizzato nel 1504 da Giovanni Antonio Pilacorte. Nel 1758-1759 sull'altare maggiore vennero poste le statue dell'Angelo, della Vergine Annunciata  e dei Santi Bartolomeo ed Antonio, opere di Gian Giacomo Contiero, al quale sono attribuite anche le statue dei Santi Giovanni Battista e Leonardo collocate ai lati dell'altare del Rosario. L'interno presenta affreschi raffiguranti le Storie di san Leonardo ed il Giudizio Universale. L'organo costruito nel 1788 è la prima opera dell'organaro Francesco Comelli.